# Nederlandsche Fascisten Unie
De Nederlandsche Fascisten Unie (NFU) was gedurende 1933 een Nederlandse fascistische politieke partij.
De NFU werd op 26 februari 1933 opgericht door K.E. van Charante. Zij was een afsplitsing van de Algemeene Nederlandsche Fascisten Bond. In 1933 nam de NFU deel aan de verkiezingen voor de Tweede Kamer in 1933, met Tony W. Hooykaas als kandidaat. In totaal behaalde de partij 1771 stemmen (0,04%). De Aanval was het partijblad.
 Portaal: Fascisme en nationaalsocialisme in Nederland · Fascisme · Nationaalsocialisme